# Indicateur net
 (janvier 2023).
Si vous disposez d'ouvrages ou d'articles de référence ou si vous connaissez des sites web de qualité traitant du thème abordé ici, merci de compléter l'article en donnant les références utiles à sa vérifiabilité et en les liant à la section « Notes et références ».
En démographie, la notion d'indicateur net s'oppose à la notion d'indicateur brut. Les indicateurs nets comprennent plusieurs effets au sein d'une même mesure. 

## Exemple
On suit une génération née en 1945, on va étudier le nombre de décès enregistrés pour cette génération au fil du temps. On rapporte ces décès à l'effectif initial, il s'agit alors d'un indicateur net. En effet, une partie de la population a pu subir une émigration qui empêche d'observer des décès ayant eu lieu sur un autre territoire, corriger l'indicateur des migrations permet d'obtenir un indicateur brut. Si on s'intéresse maintenant à une mortalité par cause, chaque cause de décès est perturbée par toutes les autres. La mortalité par cancer doit être par exemple corrigée des autres causes qui empêchent son observation complète pour obtenir un indicateur brut plus fiable.